# 잠실
잠실(蠶室)은 조선 시대 한국에서 국가의 주도로 누에를 사육했던 곳이다. 조선 시대에는 백성들에게 양잠을 장려하기 위하여 국립양잠소인 잠실도회가 설치되었다. 조선 초, 이곳에 양잠을 장려하기 위해 뽕나무를 심고 잠실을 두었던 데서 마을 이름이 유래되었는데 서울 동쪽에 있으므로 동잠실 또는 잠실리,잠양동등으로 불렀다고 전해진다.

## 지명의 유래
지금의 서대문구 연희동 쪽에 있던 서잠실, 송파구 잠실동, 신천동에는 동잠실이 설치되었으며, 잠실마다 실을 뽑아서 승정원에게 바치게 하였다.
서초구 잠원동의 잠실은 송파구 잠실보다 늦게 생겼으므로 '신잠실'이라고도 불렀다.

## 전해지는 이야기
용례잠실. 여러 도에서 뽕나무가 잘 되는 곳에 도회잠실을 설치하여 문서를 만들어 본 예조•본도•본읍에 간직하고 누에를 길러 고치를 거두어 상납한다.(蠶室 諸道宜桑處置都會蠶室 成籍藏於本曹本道本邑 養蠶取絲繭上納)
관찰사는 잠실이 있는 본읍 및 부근 여러 읍의 공천 중에서 잠실에서 일할 사람들을 헤아려 정한다. 선상노비의 신공은 면제된다. 관직을 가진 사람 중에서 부지런하고 조심성 있는 사람 1명을 택하여 잠양관으로 삼고 수령이 그 치적을 상고한다.(觀察使以蠶室本邑及附近諸邑公賤 量定人除選上身貢 擇有職勤謹者一人 定爲養蠶官 守令考察)
《경국대전》호전 잠실 내용 참조

잠실은 조선 시대에 양잠을 장려하고자 왕실 또는 관부가 시범소로서 특정한 지역에 설치한 누에치는 장소였다. 태종 16년(1416) 2월에 경기도 가평의 조종(朝宗), 양근의 미원(迷原) 두 곳에 최초로 잠실을 설치한 이후 이듬해 1월에 시범지의 전국적인 배치를 도모하여 개성•가평•청풍•태인•수안•의성•홍천 등지에 도회잠실(都會蠶室)을 설치하였다.
이로써 평안, 함경도를 제외한 전국 6도에 1곳의 잠실도회를 두었는데 서울 일대의 잠실은 모두 왕비의 선잠(先蠶)과 관련되거나, 왕실에 의해 운영되었던 것으로 세종 때에는 경복궁과 창덕궁에 내잠실(內蠶室)이 있었고 낙천정(樂天亭, 뚝섬)에 외잠실(外蠶室)이 있었다. 현재의 잠실동, 잠원동은 이때 생긴 지명이다.
세조대에는 아차산의 동잠실(東蠶室)과 연희궁의 잠실이 더 설치되었고 성종대에 한강변 원단동(圓壇洞, 현 잠원동)에 신잠실이 두어졌다는 기록이 전해진다. 그러나 실제적으로 조선 시대의 잠실은 운영상 여러가지의 폐단이 생겨 몇 차례 존폐를 거듭하였던 것으로 알려져 있다. 이처럼 누에를 키워 이용하는 것은 국가에 장려하는 행사였다.
누에는 고조선(古朝鮮)시대에 기자조선(箕子朝鮮)을 세웠다는 기자(箕子)가 중국에서 가져온 벌레로 전해진다. 오래전부터 한국인과 함께 하면서 길러 왔기 때문에 명칭도 다양하다. 알에서 깨어난 새끼는 묘, 검은 털을 벗지 못한 새끼를 의자(蟻子), 세 번째 잠자는 누에는 삼유(三幼), 27일 된 것을 잠노(蠶老), 늙은 것을 홍잠(紅蠶), 번데기를 용(踊), 성체를 아(蛾), 고치를 견(繭), 똥을 잠사(蠶砂)라 하였다고 한다. (한국민족문화대백과 일부 참조)

## 같이 보기
- 양잠업
- 연희동
- 잠실동
- 잠원동

## 참고 문헌
- 《경국대전》, 호전 잠실
- 《한국고전용어사전》, 세종대왕기념사업회 편찬(2001.3.30)